# Ana Štefok
Ana Štefok, född 1940 i Zagreb i Jugoslavien (nuvarande Kroatien), död 3 november 2011 i Zagreb i Kroatien, var en kroatisk popsångerska.
Štefok var en av de mest populära kroatiska popsångarna under 1960- och 70-talen och har i kroatisk media kallats för ”Kroatiens Edith Piaf”.
Štefok fick sitt stora genombrott 1968 då hon vann den bosniska musikfestivalen Vaš Šlager sezone med låten Molitva. 1970 vann hon Opatijafestivalen med Želim malo nježnosti i ljubavi, som blev en stor hit i Jugoslavien. Bland hennes övriga hits finns Ne mogu ti vjerna biti, Majko, nemoj plakati, Varaš se, znaj och Malo mira.
Štefok drog sig tillbaka från offentligheten 1989 och uppträdde därefter endast sporadiskt.

## Diskografija

### Singlar
- Gitara Romana/Takav je život/Oprosti/Ti želiš to (1963)
- Balada/Sve je isto ko pre (1964)
- Bez majke/Fiesta Brasiliana/Ne oplakujem/Lastavica (1964)
- Pjesmom ti pričam/Svijet je pjesma/Santo Domingo/Upravo zato (1966)
- Nemoj nikad reći zbogom/Da to si ti/Hvala ti za ljubav/Ali danas ne (1967)
- Uz tebe sam sretna/Poljubi me za kraj/Varaš se, znaj.../Čovjek za mene (1968)
- Doviđenja, sretan put/Živim za tebe (1969)
- Što me grije/Moje srce kuca ko tvoje (1969)
- Želim malo nježnosti i ljubavi/Majko, nemoj plakati (1970)
- Daj mi malo nade/U malom gradu (1970)
- Koga ću zavoljeti?/Moje selo je pusto (1971)
- Moj prijatelj vjetar/Pošla bih s tobom (1974)
- Ako me sanjaš/Još smo uvijek na početku (1980)
- Probudi me (1982)

### Studioalbum
- Ana Štefok (1970)
- Ana (1985)
- Gitara romana (1998)
- Zlatna kolekcija (2009)